# Entre toi et moi
Singles
Entre toi et moi est le premier album du chanteur Mathieu Edward, sorti en 2008.

## Liste des titres de l'album
| No  | Titre                            | Durée |
| --- | -------------------------------- | ----- |
| 1.  | Entre toi et moi                 |       |
| 2.  | Comme avant (Feat. Sheryfa Luna) |       |
| 3.  | Malgré moi                       |       |
| 4.  | Tu n'es qu'un gosse              |       |
| 5.  | Ne vous oubliez pas              |       |
| 6.  | Mon combat                       |       |
| 7.  | Get up (Feat. Jango Jack)        |       |
| 8.  | D'où je viens                    |       |
| 9.  | Secret D'une Femme Meurtrie      |       |
| 10. | Laissons nous aller              |       |
| 11. | Si j'avais pu                    |       |
| 12. | J'veux plus                      |       |